# Жетису
Жетису́ (каз. Жетісу) — село у складі Єскельдинського району Жетисуської області Казахстану. Адміністративний центр Туленгутського сільського округу.
Населення — 1465 осіб (2021; 1576 у 2009, 1565 у 1999, 1984 у 1989).